# ۱۱۱۹ (قمری)
۱۱۱۹ (قمری)، هزار و صد و نوزدهمین سال در گاهشماری هجری قمری است. اول محرم این سال برابر با چهارم آوریل سال ۱۷۰۷ میلادی و ۱۵ فروردین ماه سال ۱۰۸۶ شمسی است.

## زادگان
- کریم خان زند : مؤسس سلسله زندیه در ایران.